# Ypres Reservoir Cemetery
Ypres Reservoir Cemetery is een Britse militaire begraafplaats met gesneuvelden uit de Eerste Wereldoorlog, gelegen in de Belgische stad Ieper. De begraafplaats is samen met Ramparts Cemetery de enige begraafplaats binnen de stadsmuren en ligt ongeveer 660 m ten noordwesten van de Grote Markt. Ze werd ontworpen door Reginald Blomfield en wordt onderhouden door de Commonwealth War Graves Commission. Het terrein heeft een trapeziumvormig grondplan met een oppervlakte van ongeveer 11.900 m². Het Cross of Sacrifice staat in het midden tussen de twee toegangshekken en de Stone of Remembrance staat centraal op het terrein. 
Er worden 2.614 doden herdacht, waarvan 1.035 niet geïdentificeerd konden worden.

## Geschiedenis
Gedurende de hele oorlog was Ieper het centrum van de Ieperboog, het stuk front rond Ieper waar jarenlang de Duitsers werden tegengehouden. De stad werd echter zwaar gebombardeerd en werd helemaal vernield vanaf 1915. Aan de westkant van de stad bevonden zich de gevangenis, het reservoir en de watertoren, waar tijdens de oorlog drie begraafplaatsen werden ingericht. Twee ervan lagen tussen de gevangenis en het reservoir en één ten noorden van de gevangenis. Deze begraafplaats, waaruit de huidige groeide, noemde men Cemetery North of the Prison en later Ypres Reservoir North Cemetery. Vanaf oktober 1915 werd ze aangelegd en tot het einde van de oorlog gebruikt door gevechtseenheden en medische posten. Aan het einde van de oorlog lagen er zo'n 1.100 gesneuvelden. Na de oorlog werd de begraafplaats uitgebreid met gesneuvelden uit de omliggende slagvelden en met graven die werden overgebracht uit andere begraafplaatsen, waaronder de twee andere begraafplaatsen nabij het reservoir en de gevangenis. Die ontruimde begraafplaatsen waren Ypres Reservoir South Cemetery (ook wel Broadley's Cemetery en Prison Cemetery No.1 genoemd), Ypres Reserver Middle Cemetery (ook wel Prison Cemetery No.2 en Middle Prison Cemetery genoemd) en Cemetery at the Infantry Barracks (ook wel The Esplanade genoemd) in Ieper.
Er liggen nu 2.614 doden waaronder 2.273 Britten (waaronder 948 niet geïdentificeerde), 143 Australiërs (waaronder 22 niet geïdentificeerde), 155 Canadezen (waaronder 49 niet geïdentificeerde), 2 Indiërs, 28 Nieuw-Zeelanders (waaronder 10 niet geïdentificeerde), 12 Zuid-Afrikanen (waaronder 5 niet geïdentificeerde) en 1 onbekende Duitser. Er werden 2 Special Memorials opgericht voor slachtoffers waarvan men aanneemt dat ze zich onder de naamloze graven bevinden. Er werd een Duhallow Block opgericht voor 10 doden die op andere begraafplaatsen begraven lagen, maar van wie de graven door het oorlogsgeweld niet meer teruggevonden kon worden.
In 2009 werd de begraafplaats beschermd als monument.

## Graven
- de broers James L. Knott, majoor bij het West Yorkshire Regiment (Prince of Wales's Own) en Henry B. Knott, kapitein bij de Northumberland Fusiliers sneuvelden respectievelijk op 1 juli 1916 en 7 september 1915. Zij liggen naast elkaar begraven.

### Onderscheiden militairen
- Francis Aylmer Maxwell, brigadegeneraal bij het 18th King George’s Own Lancers, Indian Cavalry, is drager van het Victoria Cross (VC), Distinguished Service Order (DSO) en het Orde van de Ster van Indië (CSI). Hij sneuvelde op 21 september 1917 door een kogel van een Duitse scherpschutter tijdens het commando van de 27th Brigade, 9th (Scottish) Division.
- Arthur Cecil Lowe, brigadegeneraal bij de Royal Field Artillery werd onderscheiden met de Order of St Michael and St George (CMG) en de Distinguished Service Order (DSO).
- de luitenant-kolonels Athelstan Moore, Edward Robert Burne, N.M.C.D. Teacher en Audley Charles Pratt; de majoors James Leadbitter Knott en William Affleck Adams werden onderscheiden met de Distinguished Service Order (DSO).
- St. Barbe Russell Slade, luitenant-kolonel bij het The Queen's (Royal West Surrey Regiment) werd onderscheiden met de Territorial Decoration (TD).[4]
- John Maxwell, luitenant-kolonel bij de Rifle Brigade  en F. Davenport, majoor bij de Royal Field Artillery werden onderscheiden met de Distinguished Service Order en het Military Cross (DSO, MC)
- Charles Augustus King, luitenant-kolonel bij het Canterbury Regiment, N.Z.E.F werd tweemaal onderscheiden met de Distinguished Service Order (DSO and Bar). Hij is ook drager van het Croix de guerre (Frankrijk).
- Eric Waterlow, kapitein bij de Royal Air Force werd onderscheiden met het Military Cross en het Distinguished Flying Cross (MC, DFC).
- kapitein Herbert Mather Spoor; de luitenants R.R. Brunton, William Mandeville Sankey en Francis John Tuckett; de onderluitenants Osmer Noel Stewart en G.O. Edwards werden onderscheiden met het Military Cross (MC). Luitenant William Matthew Conroy ontving hierbij ook nog de Military Medal (MC, MM).
- Edwin Alfred Trendell, luitenant bij de Canadian Infantry werd tweemaal onderscheiden met het Military Cross en ontving ook de Military Medal (MC and Bar, MM).
- onderluitenant Henry William Nicholson, de sergeanten Edward Robert Furniss en Joseph Ernest Jackson en de soldaten D.I. Griffiths, James Daniel Wilks, T. Hewitt en T.C. Arthur werden onderscheiden met de Distinguished Conduct Medal (DCM).
- er zijn nog 26 militairen die de Military Medal (MM) ontvingen.
- Marsden Atkinson, sergeant bij het Army Service Corps werd onderscheiden met de Meritorious Service Medal (MSM).

### Minderjarige militairen
- P. Finn, soldaat bij de King's Own Yorkshire Light Infantry was slechts 16 jaar toen hij sneuvelde op 20 september 1915.
- de korporaals Herbert C. King en Thomas Rutherford, de soldaten Edward W. Aylward, James B. Johnson, Alfred Rider, Henry J. Eades en R. Gale waren 17 jaar toen ze sneuvelden.

### Aliassen
- kanonnier Wainwright Merrill diende onder het alias A.A. Stanley bij de Canadian Garrison Artillery.
- soldaat Daniel Milton McCaughrin diende onder het alias M. McLaughlin bij de Canadian Infantry.
- soldaat Harry Fitzsimmons diende onder het alias H. Simmons bij het West Yorkshire Regiment (Prince of Wales's Own).
- pionier Michael Lynagh diende onder het alias A. McDonald bij de Canadian Engineers.

### Gefusilleerde militairen
- Thomas Moles, soldaat bij het 54th Bn. Canadian Expeditionary Force werd wegens desertie gefusilleerd op 22 oktober 1917. Hij was 28 jaar.
- Ernest Lawrence, soldaat bij het 2nd Bn. Devonshire Regiment werd wegens desertie gefusilleerd op 22 november 1917. Hij was 21 jaar.
- Charles McColl, soldaat bij het 1st/4th Bn. East Yorkshire Regiment werd wegens desertie gefusilleerd op 28 december 1917. Hij was 26 jaar.[5]